# Rain Is Falling
Rain Is Falling è un singolo del gruppo musicale britannico Electric Light Orchestra, pubblicato nel 1982 ed estratto dall'album Time.

## Tracce
- 7"

1. Rain Is Falling
2. Another Heart Breaks